# Botond Storcz
Botond Storcz (Budapest, 30 gennaio 1975) è un canoista ungherese.
Ha vinto tre titoli olimpici: una medaglia d'oro nel K2 500m a Sydney 2000 e due nel K4 1000m sia a Sydney che ad Atene 2004. Numerosi sono anche i titoli mondiali ed europei

## Palmarès
- Olimpiadi

Sydney 2000: oro nel K2 500m e nel K4 1000m.
Atene 2004: oro nel K4 1000m.
- Mondiali

1997: oro nel K1 500m, K1 1000m, K4 500m e argento nel K4 1000m.
1998: argento nel K4 500m e K4 1000m.
1999: oro nel K4 1000m, argento nel K2 500m e bronzo nel K4 500m.
2001: argento nel K4 1000m.
2002: bronzo nel K2 500m.
- Campionati europei di canoa/kayak sprint

Plovdiv 1997: oro nel K1 500m, K1 1000m e K4 500m.
Poznań 2000: argento nel K4 1000m.
Seghedino 2002: argento nel K2 500m e nel K4 1000m.
Poznań 2004: oro nel K4 1000m.